# Ceinture du Zambèze
La ceinture du Zambèze est une zone de déformation d'origine orogénique, située au sud de la Zambie et au nord du Zimbabwe. C'est une partie d'une plus grande ceinture située au-dessous du craton du Congo et du craton du Kalahari, laquelle inclut aussi l'arc lufilien et la ceinture de Damara. La partie orientale de la ceinture interagit avec l'orogenèse d'Afrique de l'Est, orientée nord-sud.
La ceinture du Zambèze montre les traces de deux grands événements tectonothermiques, l'un étant survenu aux environs de 890-880 Ma et l’autre de 550-520 Ma. Les deux événements transformèrent les composants géologiques datant de l'Archéen et du Mésoprotérozoïque, y ajoutant du matériau plus récent. Le second événement fut causé par la collision des cratons du Congo et du Kalahari durant la formation du supercontinent Gondwana à la fin du Néoprotérozoïque. La ceinture comprend les schistes blancs de Kadunguri, formés par altération métasomatique à haute pression d'amphibolite durant l'orogenèse panafricaine.
La zone de cisaillement de Mwembeshi forme la limite nord de la ceinture du Zambèze, la séparant de l'arc lufilien. Elle date, elle aussi, de l'orogenèse panafricaine. Cela a permis le changement de direction du plissement entre la ceinture du Zambèze et l’arc lufilien.